# せきずい
せきずい(Sekizui)は日本の5人組J-POPバンド。メンバーは丸山ゴウ（ボーカル、ギター）、塚田テツヲ（ギター）、涌井リョウ（ドラムス、カホン）、前波ヨシアキ（キーボード）、そして押川カズヒロ（ベース）の5名。2000年結成、2010年活動休止。

## 来歴
2000年に専門学校東京ミュージック&メディアアーツ尚美の同級生（当時）を中心に結成。原宿RUIDOなどでライブ活動を展開。2002年にはミニアルバム『せきずい』をリリース。
2004年、1stアルバムとなる『セキズイズム』を発売。同アルバム収録楽曲『チャリンコライダー』はキャンシステムでの7月期お問い合わせランキングで全国9位を記録する。
2005年秋に、NHK総合で放送された「熱唱オンエアバトル」に3度挑戦し、2度オンエアを獲得した（2回ともに1位を獲得）。披露曲は『夢花火』と『Go Straight!!』。
続く2ndアルバム『東京ラブロマンチスト』のレコ発ライブでは原宿RUIDOのワンマン1dayライブとしては過去最多動員を記録する（2006年4月29日）。また、タカラトミーのデジタルオーディオプレーヤー・ミュージックシャワー ネオのイメージアーティストに選ばれた。
テレビ朝日系列のストリートファイターズではエントリー後、僅か2週目にしてネット投票ランキング1位に到達（2006年7月1日）、以降、上位のチャートアクションを続け、全国総合ランキングでも1位を獲得（2007年5月5日）。さらに1st Maxi Single『鳴り止まぬ鐘/ただそれだけ』では、オリコン週間インディーズチャートで初登場6位（2007年11月）、3rdアルバム『歌束』でも同チャートで33位（2008年7月）に入るなど、実績とともに安定したファン層の支持を拡げている。
2009年10月8日より、せきずい初の国内放送での冠番組「ラジオアミューズメントパーク～せきずいのハピデリラジオ」が全国13のAMラジオ局でスタート（2010年3月終了）。
2010年4月1日からはエフエム富士の『Music Spice!』木曜パーソナリティに起用された。
2010年、活動休止。その後、丸山ゴウが脱退。。
2011年2月、残った4人でガングルオンを結成。2018年3月、活動を休止。

## ディスコグラフィー

### シングル
1. 『鳴り止まぬ鐘/ただそれだけ』(2007年10月31日/YRBM-1315)
  1. 鳴り止まぬ鐘
  2. ただそれだけ
  3. 愛してアイシテ(acoustic style)

### ミニアルバム
1. せきずい(2002年4月20日/YRBM-0291)
  1. ユメノナカノマコト
  2. それ行けプー太郎♪
  3. さまよう人
  4. ゆめぼーけん
2. One(2010年2月10日/YRBM-1111)
  1. HOLY KNIGHT
  2. キミダケノウタ
  3. いつか僕が…
  4. ガール
  5. 今夜君に会いに行くよ
  6. 望めども
  7. more greenのテーマ

### アルバム
1. セキズイズム(2004年4月7日/YRBM-0439）
  1. チャリンコライダー
  2. Go Straight!!
  3. 夢追ト
  4. Mr.タンクトップ
  5. 青い春
  6. 恋愛事情～恋のサントドミンゴ～
  7. 地球の形
  8. 四角い空の街
  9. 夢花火
  10. 中国大陸
  11. マイルストーン
2. 東京ラブロマンチスト（2006年4月15日/YRBM-5555）
  1. 春風-Harukaze-
  2. 都会のカラス
  3. キラリ～to Tomorrow's you～
  4. 君に贈る愛の歌
  5. 嗚呼...罪深きタンクトップレディ
  6. サクラサク？
  7. そばにきて
  8. 晩秋の空、月滲む夜
  9. 太陽
  10. ALIVE
3. 歌束（2008年6月25日/YRBM-2331）
  1. 目隠しドライブ
  2. 鳴り止まぬ鐘
  3. 君の名
  4. 君よ
  5. ELIE
  6. 流星 RUSH
  7. 神様の運命
  8. フタリのキセキ
  9. 東京で僕らは恋をした
  10. ただそれだけ

### DVD
1. キラリ～to Tomorrow's you～（2007年4月1日/YRBM-3939）

## タイアップ

### 番組
- 「サクラサク?」－「Indies @ Go-Go」エンディングテーマ（MXTV：2007年4月）
- 「目隠しドライブ」－「Indies @ Go-Go」エンディングテーマ（MXTV：2009年6月〜7月）
- 「いつか僕が…」－「アリケン」エンディングテーマ（テレビ東京：2010年3月）
- 「いつか僕が…」－「リッスン? 〜Live 4 Life〜」エンディングテーマ（文化放送：2010年3月）